# Мажоритарна избирателна система
Мажоритарната избирателна система е избирателна система, при която кандидатите трябва да получат мнозинството от гласовете, за да бъдат избрани. Всички еднолични органи на власт (президент, кмет) се избират посредством тази система, но мажоритарно гласуване би могло да бъде проведено и за парламентарни избори. Исторически първата прилагана избирателна система е била мажоритарната и продължителен период тя е била единствения начин за избиране на държавните органи. Съществуват няколко вида мажоритарни избирателни системи като ,,първият печели всичко'' (First Past The Post) или алтернативната мажоритарна изборна система, която действа принципа преференциите, като всеки гласоподавател подрежда партийните кандидатите в бюлетината си по преференция : Първи, втори, трети и т.н. Алтернативното мажоритарно гласуване се осъществява чрез множество едномандатни избирателни райони, в които гласоподавателите гласуват по преференция. След първия тур се преброяват гласовете от първите преференции на всеки кандидат на всяка бюлетина и получените гласове се възпроизвеждат в процентово съотношение, като ако някой от кандидатите получи абсолютно мнозинство, а именно 50% + 1 глас, той печели изборите. Ако няма кандидат получил абсолютно мнозинство се минава на втори рунд където кандидатът с най-малко първи преференции в бюлетините в първи рунд бива елиминиран и неговите гласове преминават към втората преференция в бюлетините на гласоподавателите сложили елиминирания като първа преференция. Процесът се повторя докато някой не получи абсолютно мнозинство. 

## Разновидности

### Абсолютно и относително мнозинство
При мажоритарната система с абсолютно мнозинство, избраният кандидат трябва да получи повече от половината (50%+1) от всички пуснати гласове за да бъде избран. При мажоритарен избор с два тура, ако на първото гласуване никой от кандидатите не е получил абсолютно мнозинство, се провежда втори тур (балотаж), на който се допускат двамата кандидати с най-много гласове от първия тур. Така на първия тур на избирателя се дава правото да избира между множество кандидати, докато на втория избира между двама. На първия тур се гласува „за“, а на втория понякога може да се гласува „против“ (като се гласува за другия независимо дали избирателят го подкрепя или не, тоест гласува се „за по-малкото зло“) и понякога може да участват по-малко избиратели, отколкото на първи тур.
При мажоритарната система с относително мнозинство, печелившият кандидат е този с най-много гласове, независимо колко процента са това. Тази система също се нарича „първият преминал чертата“.

### Мажоритарна система при парламентарни избори
По време на парламентарни избори, всеки избирателен район излъчва един или няколко народни представители. В зависимост от това, районът бива или едномандатен, или многомандатен. Мажоритарни избори в едномандатни райони се провеждат сходно като избори за кмет или президент. За сметка на това при многомандатните райони съществуват разновидности - система на ограничения глас и система на кумулативния глас - в зависимост от броя гласове с които разполага избирателят. При системата с кумулативен глас, всеки избирател разполага с толкова гласове, колкото мандата има избирателният район. При системата с ограничен глас, избирателят разполага с един единствен глас.

## Предимства
Предимства на мажоритарната избирателна система са, че избирателите имат възможността да гласуват за личност, взимайки предвид личните ѝ качества, а не партийната ѝ принадлежност. Независими кандидати, които имат силно влияние в даден район, но нямат партийна принадлежност имат по-голям шанс да получат мандат. В по-малки избирателни райони е по-близка връзката между избиратели и народни представители.
Чрез мажоритарната избирателна система се създават предпоставки за стабилен парламент с добре изразени мнозинства. Осигурява се стабилност за сметка на неравна относителна тежест на гласовете. Често печелившата партия има възможност да сформира еднопартийно правителство, което прави провеждането на законопроекти по-лесно, тъй като не трябва да се водят коалиционни преговори и да се търсят компромиси. Мажоритарната избирателна система налага тенденцията на двуполюсен политически модел и умереност на посланията на партиите, за да могат да привлекат избирателите от центъра.
Мажоритарната избирателна система е по-проста, и следователно по-лесно разбираема за средностатистическия избирател. Улеснява се и предизборната кампания на партиите. Фокусът се измества от предизборни обещания върху конкретна личност за конкретен избирателен район.

## Недостатъци
За избран се счита кандидатът, получил абсолютно или относително мнозинство от гласовете. Гласовете, подадени за неизбраните кандидати, нямат абсолютно никаква стойност. Когато се прилага мажоритарна система с абсолютно мнозинство, е възможно кандидатът да получи 50% плюс един глас. При това положение останалите 49,9% от гласоподавателите, упражнили правото си на глас, остават без парламентарно представителство. При мажоритарни избори в един тур с относително мнозинство е възможно мнозинството от избиратели да не са гласували за кандидата, който е получил мандата.
Когато изборът се провежда в един тур с относително мнозинство, може да се получи така, че партията, получила мнозинството от гласовете на изборите, да е малцинство в парламента, и обратното – партия, получила малцинството от гласовете на изборите да получи мнозинството от мандатите. Най-фрапантен пример за подобно развитие са парламентарните избори във Франция от 1958 г. За комунистическата партия са гласували 3 882 200 избиратели и тя получава 10 депутатски места или всеки депутат е избран средно с 388 220 гласа. Докато Националния републикански съюз с 3 604 000 гласа получава 189 места в парламента или 19 100 гласа за депутат.
Мажоритарната избирателна система може да затрудни нови партии и партии с по-целенасочени платформи да влязат в парламента. В същото време, често се сформират две големи партии, които монополизират изборите. Това води до силно поляризиране на политическите възгледи в държавата, и по-трудното въвеждане на нови теми в политическия дискурс. Големите партии също така обхващат по-широко множество от политически теми, за да не загубят избирателите с по-крайни възгледи.
Мажоритарната избирателна система поставя голяма власт в ръцете на администрацията. Тъй като мажоритарното гласуване е зависимо от административните райони, обикновено партията която въвежда избирателната система и разпределя избирателните райони има значително предимство на следващите избори. Границите на районите могат да бъдат разпределени така, че да концентрират или разпръснат определени етнически, религиозни или културни групи, в зависимост кое е по-изгодно за следващите избори. В някои случаи това може да доведе до дестабилизация на района и маргинализация на отделни общности. В същото време, в дадени райони може да се стигне до формиране и укрепване на етнически и регионални партии.
Мажоритарната избирателна система може да принуди към „тактическо гласуване“, при което гласоподавателите предпочитат да пуснат глас за кандидат който има по-голям шанс да спечели, а не за този който най-добре представлява политическите възгледи на гласоподавателя.

## Мажоритарен елемент в България
В България смесена избирателна система е приложена на изборите през 1990 г. (първите след промените от 1989 г.), когато в състава на Великото народно събрание половината от 400-те депутати са избрани мажоритарно, а другата половина – по пропорционалната система.
За втори път мажоритарен елемент е въведен с промените в избирателния закон през 2009 г. В изборите за XLI народно събрание, от 240 народни представители 31 се избират по мажоритарна система, а останалите 209 по пропорционална.
Избирателният закон, действащ до 2009 г., позволява сформирането на инициативни комитети, които да издигат независими народни представители. Това означава, че ако са налице достатъчно хора, които да подкрепят някаква определена кандидатура, няма ограничения те да го направят. Друго въведение от 2009 г. е промяната на математическия метод, като вместо метода на Д'Онт е приложен метода на най-големия остатък.
На следващите избори за XLII народно събрание, които се провеждат през 2013 г., отново е приложена пропорционална система за избирането на 240 народни представители, като продължава използването на метода на най-големия остатък с някои модификации.

## По света
По едномандатни райони се избират кандидати за Британската камара на общините, за Националното събрание на Франция и други.